# Alex St. Clair
Alex St. Claire, eigentlich Alexis Clair Snouffer (* 14. September 1941; † ca. 5. Januar 2006, Lancaster, Kalifornien) war ein amerikanischer Gitarrist, der vor allem durch seine Zusammenarbeit mit Frank Zappa und Captain Beefheart bekannt wurde.

## Leben
1959 trat St. Clair seiner ersten Band The Omens bei, wo er auch Captain Beefheart kennenlernte. 1965 war er Gründungsmitglied von dessen Magic Band. Nach Einspielung der ersten beiden Alben verließ er die Magic Band, da er von der kommerziell nicht erfolgreichen Musik des Captains nicht leben konnte. Er wurde durch Bill Harkleroad ersetzt.
St. Clair trat daraufhin Denny King’s Boogie Band bei und ist auf deren Album Evil Wind Blowing zu hören. Da er auch hier nicht den erhofften Erfolg hatte, kehrte er 1971 zur Magic Band zurück, musste sie aber kurz nach den Aufnahmen zu Clear Spot, wieder aufgrund finanzieller Probleme, verlassen und kehrte kurzzeitig wieder zu Denny King zurück. Doch auch von dessen Musik konnte er nicht leben.
Später arbeitete er als Kellner in Idaho. In den 1990er Jahren eröffnete er eine Computerfirma in Lancaster, die aber auch nicht gut lief und er verfiel dem Alkohol.
St. Clair wurde am 5. Januar 2006 tot in seinem Apartment aufgefunden. Ob er auch an diesem Tag gestorben ist und woran, bleibt ungeklärt.